# Frédéric Kanouté
Frédéric Oumar Kanouté (født 2. september 1977) er en tidligere fodboldspiller fra Mali. Kanouté, der spillede som Angriber, har i sin karriere spillet for bl.a. Olympique Lyon og Tottenham Hotspurs og før skiftet til Beijing Guoan, for spanske Sevilla. 
Frédéric Kanouté har en Fransk mor og en malaysisk far, han blev født i den franske by Sainte-Foy-lès-Lyon hvor han kom til at spille for byens fodbold hold Lyon.
Frédéric har udover at have spillet for Mali´s landhold også ræseprenteret det franske U/21 landhold.